# Перестрелка в Каньоне скелетов
Перестрелка в Каньоне скелетов — вооружённое столкновение между членами банды High Fives и окружным отрядом помощников шерифа (англ. Posse comitatus), произошедшее 12 августа 1896 года в Каньоне скелетов, Нью-Мексико, США.

## История

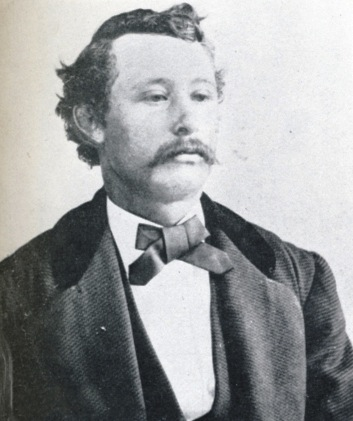
Уилл «Black Jack» Кристиан (1871—1897)

Каньон скелетов соединяет долину Анимас в Нью-Мексико с долиной Сан-Саймон в Аризоне и когда-то был основным маршрутом между Соединёнными Штатами и Мексикой как для легальной, так и для нелегальной торговли. Первоначально известный как Каньон Гуадалупе, этот район со временем стал называться Каньоном скелетов из-за большого количества человеческих и коровьих костей, устлавших его после многочисленных перегонов скота из Мексики
После неудавшегося ограбления 1 августа 1896 года банка в Ногалесе, штат Аризона, банда High Fives Gang направилась на восток и разделилась. Один из лидеров банды Блэк Джек Кристиан и член банды Джордж Масгрейв скрылись. Трое других преступников, в том числе второй лидер банды Боб Кристиан, были атакованы отрядом помощников шерифа у входа в Каньон скелетов. Преступники отбились от преследователей, убив Фрэнка Робсона, и скрылись на Территории Нью-Мексико.
Преследование продолжалось в течение долгого периода, поскольку Блэк Джек и Масгрейв, как и остальные трое, периодически объявлялись в разных местах. За живых или мёртвых преступников была обещана награда, и к окружному отряду присоединилось значительное количество «охотников за головами» (англ.  bounty hunter). Кроме того, маршал Соединённых Штатов на Территории Нью-Мексико получил помощь от сил Армии США, уже находившихся в этом районе в связи с войной против апачей в горах Пелонсильо. Однако настичь бандитов не удавалось ещё много месяцев.

## Ограбление банка

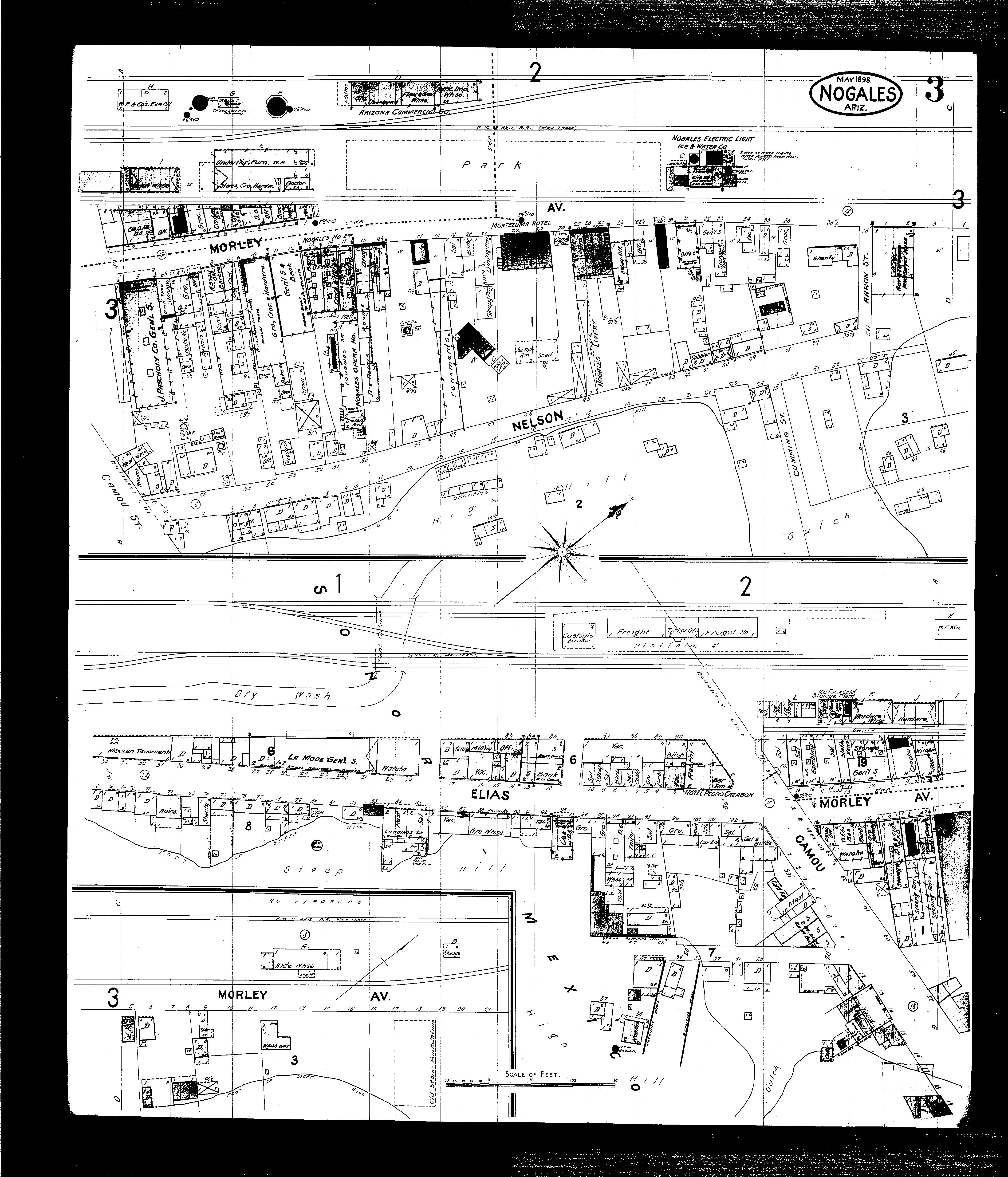
Карта Ногалеса, штат Аризона, май 1898 года. Международный банк Ногалеса находится в левом верхнем углу карты, а компания Nogales Electric, Light, Ice and Water Company — в правом.

Блэк Джек Кристиан и его старший брат Боб были главарями банды High Fives. 20 июля 1896 года High Fives ограбила универсальный магазин в Сепаре, штат Нью-Мексико. Они скрылись с примерно 200 долларами США и некоторыми товарами, обменяв часть своей добычи у местных ранчеров на еду и жильё.
К 1 августа 1896 года банда отсиживались в долине Сан-Педро к северу от Форт-Уачука, штат Аризона. Вместе с Эдом Робертсом, богатым ранчером и сообщником Масгрейва, они планировали ограбить Международный банк Ногалеса в Аризоне, расположенный недалеко от государственной границы. Робертс должен был договориться о снятии со счёта 10 000 долларов наличными и векселями якобы для оплаты тарифов на ввоз мексиканского скота, а High Fives должна была похитить их из банка. Банк располагался в двухэтажном здании, в котором также находились продуктовые и скобяные магазины. 6 августа служащие банка подготовили наличные для Робертса, встреча должна была состояться в 13:00. Президент банка Джон Дессарт приказал достать деньги из хранилища и сложить их на прилавке.
Вскоре после полудня High Fives въехала в город по Морли-авеню. Блэк Джек, Джордж Масгрейв и Боб Хейс спешились у банка и вошли внутрь, Боб Кристиан и Код Янг остались снаружи, чтобы наблюдать за лошадьми. Внутри банка кассир майор Фред Эррера сидел за прилавком, а Джон Дессарт стоял за столом, работая с кассовыми остатками. Хейс и Блэк Джек взяли на прицел Дессарта и Эрреру и потребовали передать им деньги, Масгрейв прошёл за прилавок с мешком для добычи. Эррера передал пачки наличных через прилавок Дессарту, который наполнил мешок. Масгрейв через двойную дверь увидел четырёх мужчин, собравшихся в операционном зале банка; примерно в это же время майор А. О. Браммель вошёл в комнату кассира. Масгрейв схватил его и обезоружил, но это отвлекло Блэк Джека, который держал Дессарта на прицеле, и Дессарт выбежал на улицу. Блэк Джек выстрелил из винтовки и ранил Дессарта в голову, но президент банка успел крикнуть мимо проходящему Херри Льюису, что их грабят. Однако Блэк Джек, угрожая Льюису пистолетом, заставил его оставаться на месте и ничего не предпринимать. Масгрейв и Хейс отвлеклись на происходящее на улице и потеряли контроль над мужчинами в операционном и кассовом залах, Браммель и ещё четверо сбежали через заднюю дверь банка. Фред Эррера, воспользовавшись суматохой, достал из-под прилавка свой револьвер и выстрелил в Хейса и в Масгрейва, попав последнему в колено. Хейс выбежал через парадную дверь, Масгрейв отступил через помещение хозяйственного магазина, совмещённого с банком. Когда бандиты садились на лошадей, Фрэнк Кинг, заместитель таможенного инспектора, открыл огонь через улицу, ранив лошадей Масгрейва и Блэк Джека. Блэк Джек усадил раненного Масгрейва позади себя, лошадь Масгрейва без всадника следовала за ними.
Когда они проезжали мимо отеля «Монтесума», инспектор Министерства финансов по имени Бен Э. Хэмблтон схватил винтовку и, сев на лошадь, бросился в погоню. Проезжая мимо здания Nogales Electric, Light, Ice and Water Company, банда была обстреляна двумя работниками компании. В конце города их обстреляли двое других жителей Ногалеса. «Следы от пуль испещрили большую часть центра Ногалеса», но погибли только животные: лошадь, убитая Блэк Джеком, и мул, случайно застреленный майором Эррерой.
Диего Рамирес из Ногалеса утверждал, что банда ушла с 40 000 долларов, что по тем временам было баснословной суммой; однако Джонни Кларк, сын члена отряда, преследовавшего преступников до Каньона скелетов, заявил, что «никогда не было известно, ушли ли они с деньгами или без». Газеты Ногалеса, Аризона, и Ногалеса, Мексика, сообщили, что «ни цента не было потеряно».
Сразу за городом преступники двинулись на восток вверх по каньону Бек, где разделились. Блэк Джек и Масгрейв отправились на ранчо Эда Робертса, расположенное в верховьях реки Сан-Педро. Боб Кристиан, Боб Хейс и Код Янг пересекли границу с Сонором, недалеко от перевала Сан-Антонио в Патагония-Маунтинс. Их преследовал отряд из Ногалеса во главе с таможенным инспектором Сэмюэлем Ф. Уэббом, но несколько дней спустя, 8 августа, полицейские прекратили преследование, так как им пришлось повернуть назад из-за нехватки свежих лошадей.

## Перестрелка
Когда новости об ограблении достигли Тусона, шериф округа Пима Роберт Н. Лезервуд отправился в Бисби, ближе к границе, и организовал ещё один отряд. В него вошли заместители шерифа Бродерик и Дойл, заместитель маршала США Эл Эзекильс, два таможенных инспектора Сэмюэл Уэбб и Миллер; агент Wells Fargo Джефф Милтон и Билли Стайлз, в то время помощник шерифа, впоследствии ставший бандитом. Из Бисби отряд проследовал по следам High Fives до того места, где они разделились. На границе Эзекильс отправился на юг с несколькими людьми, а Лезервуд пошёл по следу Блэк Джека с основным отрядом.
Находясь в Мексике, отряд Эзекильса скоординировался с фискальной жандармерией под командованием генерала Хуана Феночио. Они догнали Боба Кристиана, Боба Хейса и Кода Янга в месте под названием Ла-Куэрва, но все трое смогли оторваться от преследования и вернулись через границу в США. Утром 11 августа шериф Флай и его помощники Билл Хилдрет, Бёрт Алворд и Уилл Джонсон покинули Бисби и направились на восток через долину Сан-Саймон, чтобы присоединиться к Лезервуду. К тому времени отряд Эзекильса вернулся из Мексики и также направлялся для воссоединения с Лезервудом. Когда Эзекильс и его люди были возле Малберри-Уош в долине Сан-Саймон, Джефф Милтон заметил трёх бандитов и хотел вступить с ними в бой, но Эзекильс отказался преследовать их в сторону Мексики.
Позже Милтон вспоминал:

Мы видели этих парней и видели, как они выходили с тутового пастбища. Я говорю: «Будь я проклят, если это не они!» Эзекильс говорит: «Мы выгоним их из страны!» И я говорю: «Да, это то, что мы хотим сделать!» Но он просто отпустил их. Это было на южной оконечности Чирикауа.— 
После того, как они прекратили погоню, Милтон, Стайлз, Рэндольф и Феликс Мэйхью покинули Эзекильса; добравшись до Тусона они примкнули к другой группе преследователей.
Первая фаза преследования закончилась в день, когда Лезервуд и его отряд достигли Каньона скелетов. Это было известное убежище преступников, которые не раз использовали его как крепость.
Около 12:00 12 августа отряд Лезервуда ехал через долину вдоль Ручья скелетов, когда они заметили одного из бандитов. Помощник шерифа Дойл погнался за ним, но, взбираясь на крутой холм, упал с лошади, повредил колено и сломал оружие. Не имея возможности продолжать погоню, Дойл покинул отряд и отправился к Демингу. Лезервуд, Флай, Алворд, Хилдрет, Джонсон и инспектор Фрэнк Робсон остались на следе. Около 16:00 Лезервуд и его люди были у входа в Каньон скелетов, когда внезапно «выстрелы раздались из подлеска в семидесяти пяти футах перед правоохранителями». Первым же залпом был убит Робсон; правоохранители спешились и открыли ответный огонь, убив одну из лошадей бандитов. High Fives легко ранила в шею помощника шерифа Хилдрета, а также убила (по другой версии: захватила) от одной до трёх лошадей. Лезервуд, в виду неоспоримого позиционного превосходства противника, вынужден был отступить.

Билл Хилдрет спрятался за дерево, а они [High Fives] стреляли, и пули сбивали кору то с одной стороны, то с другой. И Боб [Лезервуд] сам говорил мне, сказал: «Милтон, как я сбежал? У меня была одна из этих старых длинноствольных винтовок, и я использовал её как шест для прыжка», когда они начали стрелять в него. А Старый Билл был тогда единственным, кто остался и дал им прикурить! Знаете, я не понимаю, как человек может выстрелить в человека шесть или семь раз и не убить его. Я не понимаю. Когда Старому Биллу представился шанс сбежать — они [High Fives] стреляли по обеим сторонам дерева — а он всё же выбрался! А ещё он вспомнил про этого парня [Робсона], вернулся и забрал его.— Джефф Милтон (со слов участника перестрелки)
Перестрелка продолжалась до захода солнца, и к тому времени, когда она закончилась, бандиты добрались до тела Робсона. Они украли его винтовку, револьвер и часы, прежде чем сбежали в долину Анимас. Поняв, что High Fives ушла, отряд похоронил Робсона в безымянной могиле.

## Последствия
На следующий день после перестрелки в Каньоне скелетов шерифы Флай и Лезервуд телеграфировали в Томбстоун: «У них две наши лошади, у нас две их. Думаю, мы ранили двух, не уверен, так как они стреляли из укрытия». Нет никаких доказательств того, что кто-то из трёх бандитов был ранен. 14 августа Берт Алворд вернулся в Томбстоун; он сказал, что никто из отряда не мог даже видеть преступников во время боя. Он объяснил, что они похоронили Робсона, потому что местность была неровной, отряд потерял трёх лошадей и у них не было фургона для перевозки тела. В тот же день Джон Хортон Слотер, бывший шериф округа Кочис; Берт Когсвелл, Уильям Кинг и двое мексиканцев присоединились к отряду Лезервуда где-то около ранчо Малберри в западной части долины Сан-Саймон.
Сразу после перестрелки члены банды Боб Кристиан, Хейс и Янг поехали на ранчо Грей недалеко от Виктории, штат Нью-Мексико, и ограбили его в поисках припасов. Следующей ночью трое бандитов были замечены в горах возле ранчо Даймонд А Томом Хорном, разведчиком армии США. Тем временем Блэк Джек и Масгрейв прятались где-то в долине Сан-Саймон. В ночь перестрелки они совершили налет на конное ранчо, принадлежащее скотоводческой компании Сан-Саймон. Блэк Джек ограбил работников ранчо, заставил их подать ужин и взял в пользование двух свежих лошадей.
Блэк Джек и Масгрейв появились на ранчо Малберри 18 августа, через четыре дня после того, как Лезервуд и его отряд отдыхали там. Они ограбили ранчо и потребовали ужин. Некоторое время спустя Блэк Джек и Масгрейв наткнулись на Роберта Хилла и Уилла Помроя. Хилл был зятем Фрэнка Робсона и направлялся в Каньон скелетов, чтобы эксгумировать тело Робсона для перезахоронения в Месе. Объяснив, что они не участвовали в стычке, Блэк Джек и Масгрейв сказали Хиллу, что им нравился Робсон, и выразили сочувствие его вдове, предложив «финансовую помощь». После этого двое преступников направились в приграничный мексиканский город Ла Морита. Отряд «охотников за головами» выследил их там, но в конце концов след повернул обратно в Аризону и был потерян.
Хотя High Fives была замечена за пределами гор Пелонсильо, Эдвард Л. Холл, маршал Соединённых Штатов на Территории Нью-Мексико, послал своего главного заместителя и зятя Горация У. Лумиса в этот район, чтобы присоединиться к Лезервуду. 24 августа Лумис телеграфировал Холлу, сообщив, что «грабители расположились лагерем за грозными укреплениями и настолько успешно противостояли отряду Лезервуда, что для их вытеснения потребуются значительные силы». В ответ на сообщение Лумиса Холл телеграфировал в Министерство юстиции и запросил помощь у солдат 7-го кавалерийского полка из форта Баярд, штат Нью-Мексико. Армия оказала помощь поисковым отрядам в охоте на пятерых бандитов, однако прошли месяцы, прежде чем банда была ликвидирована.
28 апреля 1897 года окружной отряд помощников шерифа устроил засаду на High Fives в каньоне, который теперь носит название Каньон Блэк Джека. Блэк Джек Кристиан погиб в перестрелке, Боб Кристиан и Джордж Масгрейв скрылись. Фактически после этого банда братьев Кристиан прекратила своё существование.